# Judith Shekoni
Judith Shekoni (Manchester, 31 marzo 1982) è un'attrice britannica.
Anche nota come Judi Shekoni, ha iniziato ad acquisire notorietà dal 2012, recitando nella soap opera EastEnders. Dopo una serie di parti minori in film e episodi di serie televisive, nel 2012 interpreta la vampira Zafrina in The Twilight Saga: Breaking Dawn - Parte 2, mentre nel 2015 è nel cast principale della fiction Heroes Reborn.

## Filmografia

### Cinema
- Il mondo non basta (The World Is Not Enough), regia di Michael Apted, non accreditata (1999)
- Spinning Candyfloss, regia di Anna Pernicci (2000)
- Maybe Baby, regia di Ben Elton (2000)
- It Was an Accident, regia di Metin Hüseyin, non accreditata (2000)
- Ali G, regia di Mark Mylod (2002)
- Echoes of War, regia di Obi Emelonye (2004)
- Private Moments, regia di Jag Mundhra (2005)
- Celebrity Love Island - reality show, concorrente (2005)
- Garfield 2, regia di Tim Hill (2006)
- The Strange Case of Dr. Jekyll and Mr. Hyde, regia di John Carl Buechler (2006)
- When Women Ruled the World - reality show, conduttrice (2008)
- The One Last Time – cortometraggio, regia di Scott Weintrob (2009)
- For Christ's Sake, regia di Jackson Douglas (2010)
- The Twilight Saga: Breaking Dawn - Parte 2, regia di Bill Condon (2012)
- Club Dancer, regia di Subbir Mukherjee (2014)
- Maleficent - Signora del male (Maleficent: Mistress of Evil), regia di Joachim Rønning (2019)

### Televisione
- Fat Friends – serie TV, 1 episodio (2000)
- Murphy's Law – film TV, regia di John Strickland (2001)
- The Hidden City – serie TV (2002)
- Casualty – serie TV, 2 episodi (1998-2002)
- Attachments – serie TV, 1 episodio (2002)
- Time Gentlemen Please – serie TV, 1 episodio (2002)
- EastEnders – soap opera, 15 puntate (2002)
- The King of Queens – serie TV, 1 episodio (2003)
- NCIS - Unità anticrimine (NCIS) – serie TV, 1 episodio (2005)
- All of Us – serie TV, 1 episodio (2006)
- Damages – film TV, regia di Jonathan Lisco (2006)
- Brothers & Sisters - Segreti di famiglia (Brothers & Sisters) – serie TV, 1 episodio (2007)
- Mike & Molly – serie TV, 1 episodio (2013)
- Backstrom – serie TV, 1 episodio (2015)
- Heroes Reborn – serie TV (2015-2016)
- Ice - serie TV (2016-2018)

## Doppiatrici italiane
Nelle versioni in italiano delle opere in cui ha recitato, Judith Shekoni è stata doppiata da:
- Perla Liberatori in NCIS - Unità anticrimine
- Chiara Gioncardi in NCIS: Los Angeles